# Sampo Lehtola
Sampo Lehtola (ur. 10 maja 1989) – fiński lekkoatleta specjalizujący się w rzucie oszczepem. 
W 2009 zajął szóste miejsce podczas mistrzostw świata wojskowych. Szósty oszczepnik młodzieżowych mistrzostw Europy w Ostrawie (2011). W 2013 zajął czwarte miejsce podczas uniwersjady. 
Uczestnik młodzieżowych mistrzostw krajów nordyckich (4. miejsce w 2010). 
Medalista mistrzostw Finlandii oraz reprezentant kraju w zimowym pucharze Europy w rzutach.
Rekord życiowy: 83,77 (13 sierpnia 2011, Lappeenranta). 

## Osiągnięcia
| Rok  | Impreza                        | Miejsce | Lokata     | Wynik |
| ---- | ------------------------------ | ------- | ---------- | ----- |
| 2009 | Mistrzostwa świata wojskowych  | Sofia   | 6. miejsce | 73,28 |
| 2010 | Zimowy puchar Europy w rzutach | Arles   | 5. miejsce | 73,47 |
| 2011 | Zimowy puchar Europy w rzutach | Sofia   | 4. miejsce | 74,86 |
| 2011 | Młodzieżowe mistrzostwa Europy | Ostrawa | 6. miejsce | 78,50 |
| 2013 | Uniwersjada                    | Kazań   | 4. miejsce | 79,02 |